# العلاقات الأوكرانية التوفالية
العلاقات الأوكرانية التوفالية هي العلاقات الثنائية التي تجمع بين أوكرانيا وتوفالو.

## مقارنة بين البلدين
هذه مقارنة عامة ومرجعية للدولتين:
| وجه المقارنة                                              | أوكرانيا                                   | توفالو                         |
| --------------------------------------------------------- | ------------------------------------------ | ------------------------------ |
| المساحة (كم2)                                             | 603.63 ألف                                 | 26                             |
| عدد السكان (نسمة)                                         | 45.55 مليون                                | 11.19 ألف                      |
| الكثافة السكانية (ن./كم²)                                 | 75.46                                      | 43.04 ألف                      |
| العاصمة                                                   | كييف                                       | فونافوتي                       |
| اللغة الرسمية                                             | اللغة الأوكرانية                           | اللغة التوفالوية، لغة إنجليزية |
| العملة                                                    | هريفنا أوكرانية، كاربوفانيتس، روبل سوفييتي | دولار توفالو                   |
| الناتج المحلي الإجمالي (بليون دولار)                      | 112.15 مليار                               | 39.73 مليون                    |
| الناتج المحلي الإجمالي (تعادل القوة الشرائية) بليون دولار | 352.98 مليار                               | 38.93 مليون                    |
| الناتج المحلي الإجمالي الاسمي للفرد دولار أمريكي          | 2.11 ألف                                   | 3.29 ألف                       |
| الناتج المحلي الإجمالي للفرد دولار أمريكي                 | 8.66 ألف                                   | 3.77 ألف                       |
| مؤشر التنمية البشرية                                      | 0.747                                      |                                |
| رمز المكالمات الدولي                                      | +380                                       | +688                           |
| رمز الإنترنت                                              | .ua، .укр ‏                                 | .tv                            |
| المنطقة الزمنية                                           | ت ع م+02:00، ت ع م+03:00، توقيت شرق أوروبا | ت ع م+12:00                    |

## منظمات دولية مشتركة
يشترك البلدان في عضوية مجموعة من المنظمات الدولية، منها:
| علم المنظمة | اسم المنظمة                   | تاريخ انضمام أوكرانيا | تاريخ انضمام توفالو |
| ----------- | ----------------------------- | --------------------- | ------------------- |
|             | الأمم المتحدة                 | 24 أكتوبر 1945        | 5 سبتمبر 2000       |
|             | منظمة حظر الأسلحة الكيميائية  | ?                     | ?                   |
|             | يونسكو                        | 12 مايو 1954          | 21 أكتوبر 1991      |
|             | مؤسسة التنمية الدولية         | 27 مايو 2004          | 24 يونيو 2010       |
|             | البنك الدولي للإنشاء والتعمير | 3 سبتمبر 1992         | 24 يونيو 2010       |
|             | الاتحاد البريدي العالمي       | ?                     | ?                   |
|             | الاتحاد الدولي للاتصالات      | 7 مايو 1947           | 15 أغسطس 1996       |

## وصلات خارجية
- موقع وزارة الخارجية الأوكرانية